# Hassi Delaa
Pour les articles homonymes, voir Hassi.
Hassi Delaa est une commune algérienne de wilaya de Laghouat.

## Géographie
Hassi Edelaa se situe à 120 km de Laghouat.C'est le village le plus grand de Laghouat.

## Le cratère Talemzane
Des géologues et chercheurs avancent que cette dépression terrestre formée il y a près de trois millions d'années à la suite de la chute d'une météorite est l’un des quatre plus anciens cratères du type existant sur Terre.
Le superbe cratère d’impact de Madna, situé à quelques dizaines de kilomètres de Hassi Delâa (sud de Laghouat), dans le fief de la tribu des Hrazlia, a provoqué l'intérêt tant des touristes que des chercheurs, guidés par la curiosité de percer enfin le secret de cette dépression terrestre.
Les chercheurs ayant visité ce cratère ont en fait des observations géomorphologiques et pétrographiques et réalisé de nombreuses photos et vidéos à des fins de recherches scientifiques.
Selon des chercheurs en histoire, ce cratère a été formé il y a près de trois millions d'années à la suite de la chute d'une météorite d'une masse de 1 à 2 t, voire plus. Subissant de multiples contraintes dues au dépôt de sédiments, d'amas naturels et à d'autres facteurs climatiques, en plus de l'absence d'études et de moyens techniques appropriés, il mérite plus d'attention pour une valorisation scientifique et touristique de la région.
Le site de Madna fut découvert en 1928, il a fait l'objet de plusieurs études scientifiques, dont la dernière expédition en date remonte à 1985 par l'association d'astronomie El-Battani de la wilaya d'Oran, en compagnie de son homologue française Novae.
Cette mission d'exploration a permis aux chercheurs de relever des échantillons de roches à des fins d'analyses au laboratoire géologique de l'université de Nice (France), en plus de la prise d'un millier de photographies et de la réalisation de 9 heures de films et diapositives. Dans le but d'enrichir ces explorations, l’association française Novae a procédé depuis à l'ouverture d'un site web sur le cratère de Madna, dont la curiosité a attiré également une mission russe qui s'y est rendue.
Le cratère a fait également l'objet d'une visite, en 2007, de deux commissions représentant respectivement le Craag (Centre de recherche en astronomie, astrophysique et géophysique) de Bouzaréah, et le Cneru (Centre national d'études et de recherches en urbanisme) en vue d'études visant à valoriser le site.
L'office du tourisme de Laghouat a, de son côté, fait part de la classification du cratère au titre de zone touristique. Hormis l'ouverture d'un accès, le site n'a pas bénéficié de grand intérêt pour la réalisation d’autres opérations visant sa valorisation.
Des géologues et chercheurs avancent que ce cratère, d’une composition chimique spécifique, est l’un des quatre plus anciens cratères du type existant sur Terre. Ces chercheurs appellent à la réalisation de davantage d’explorations et d’études sur ce cratère pour percer et dévoiler ses secrets. Les discussions qui ont eu lieu avec les notables de la tribu des Hrazlia ont porté sur la nécessité de la valorisation touristique de ce site qui pourrait devenir une des étapes clés d’un circuit régional écotouristique. Cependant, le cratère Talemzane de Madna est encore un site en quête d’une sérieuse prise en charge.
Photo: Le cratère Talemzane de Madna, l’un des quatre plus anciens existant sur Terre. © D.R.

BOUHAMAM AREZKI